# Partido Autonómico Nacionalista de Castilla y León
El Partido Nacionalista de Castilla y León (PANCAL), fundado en Toro en 1977, fue el primer partido político democrático nacionalista de Castilla y León. Reivindicaba entre otras cosas la reintegración de Cantabria y La Rioja en Castilla y León, el reconocimiento para esta región de nacionalidad histórica española, unos fueros fiscales para Castilla y León similares a los de Navarra y el País Vasco, y el cese de la postergación económica y de la emigración hacia otras regiones que sufre la región castellanoleonesa. Se definía en sus estatutos como ...un partido de masas, democrático, federal, humanista, liberal y de centro progresista, que con respecto a la propiedad privada tiende a la evolución social, para poner fin al ostracismo, postergación y discriminación que el centralismo del Estado ha sometido a Castilla desde 1521 hasta la actualidad.
En 2002 la mayoría de sus afiliados y dirigentes se integraron en Partido Castellano-Tierra Comunera.
Tras la debacle de las elecciones municipales y autonómicas de 2023 la mayoría de afiliados y dirigentes de Unidad Regionalista de Castilla y León se integran en Partido Castellano-Tierra Comunera.

## Inicios

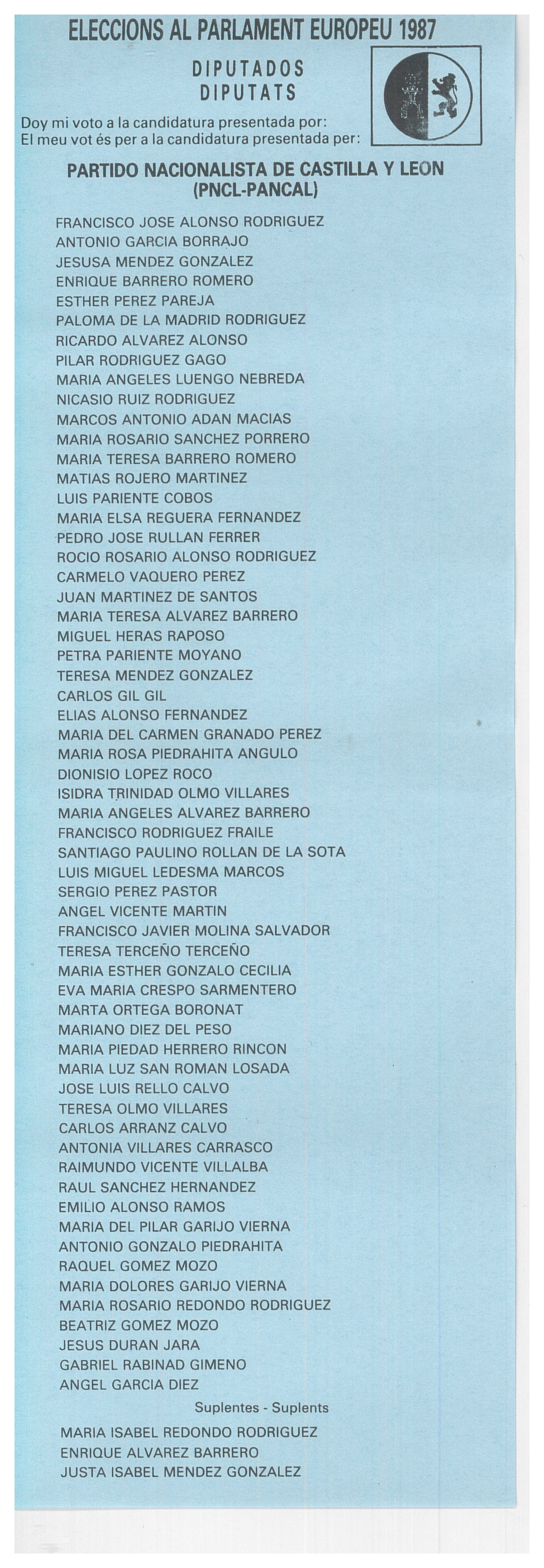
Papeleta electoral del PANCAL en 1987

En noviembre de 1977, algunos destacados miembros de la Alianza Regional de Castilla y León pusieron en marcha la iniciativa para crear un partido nacionalista. Estaban encabezados por Millán Bravo Lozano, leonés de Las Grañeras y catedrático de Filología de la Universidad de Valladolid. El 13 de diciembre de 1977, los vallisoletanos Benigno Polo Rodríguez, Mariano Manso Ballesteros y José David Redondo Sanz crearon el Partido Nacionalista Castellano, basado en las tesis del burgalés Gonzalo Martínez Diez, catedrático de Historia del Derecho de la Universidad de Valladolid y principal ideólogo de la Alianza Regional de Castilla y León. Defectos de forma en sus estatutos impidieron su legalización y esta iniciativa fue abandonada. El 18 de diciembre de 1977 se presentó en el instituto de secundaria Juana I de Castilla de Tordesillas el Partido Nacionalista de Castilla y León (PANCAL), que quedó inscrito en el registro de partidos el 28 de marzo de 1978. Entre sus fundadores estaban el propio Millán Bravo Lozano, el salmantino Eleuterio Ferreira Carretero, el vallisoletano José Carlos Conde Quintero o el burgalés Luis Vivar Nebreda, quien posteriormente en octubre de 2010 fundaría el partido regionalista Castilla Unida (CUn).
El ámbito de actuación del PANCAL estaba fijado en las once provincias de las regiones históricas de León y Castilla la Vieja, es decir las nueve provincias de la actual comunidad autónoma de Castilla y León más La Rioja y Cantabria. No obstante, el PANCAL aspiraba a compartir sus ideales nacionalistas con Castilla la Nueva, con el conjunto de lo que denomina la nación castellana o Castilla entera. Ideológicamente el PANCAL se definía como un partido democrático, social, popular y progresista, basándose en la tradición comunera de libertad y democracia. Buena parte de las ideas castelloleonesistas del PANCAL estaban basadas en el pensamiento del profesor Martínez Díez y de la propia Alianza Regional de Castilla y León.
El PANCAL tuvo desde su fundación serias dificultades para ser legalizado por el Ministerio del Interior, tal y como reconocieron sus dirigentes, Millán Bravo y Gonzalo Martínez, en la reunión que el partido celebró en Sahagún el 27 de marzo de 1978. En aquella reunión, criticaron la marginación sufrida por Castilla la Vieja y León, así como al Grupo Autonómico Leonés y a los otros movimientos leonesistas de la época, a los que definían como "oligarcas del dinero y de la mesocracia" y "románticos del Barrio Húmedo". Al día siguiente de aquella reunión, el 28 de marzo, el PANCAL por fin quedaba oficialmente inscrito en el Registro de Partidos y por tanto legalizado.

## Elecciones de 1979 y 1983

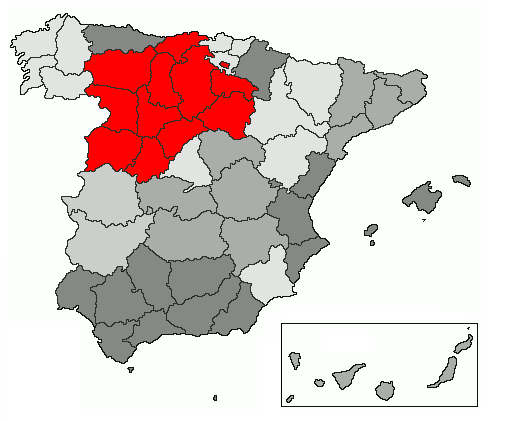
Territorialidad de Castilla y León entre 1975 y 1983, reivindicada por el PANCAL durante sus primeros años.

En 1979 el PANCAL se integró en la Federación Social Demócrata que lideraba José Ramón Lasuén. En las Elecciones municipales de 1979 presentó candidaturas en Burgos, Valladolid y Castroponce, obteniendo en total tan solo tres concejales en esta última localidad. En las elecciones generales de ese mismo año, el PANCAL presentó candidaturas en Valladolid, Burgos y Palencia, obteniendo unos pobres resultados. En el congreso del PANCAL celebrado en febrero de 1980 se desplazó de la dirección al que había sido su principal impulsor, Millán Bravo Lozano, a pesar de las protestas de este sobre la nulidad de la asamblea. A partir de ese momento el nuevo líder del partido será el joven sociólogo zamorano Francisco José Alonso Rodríguez, que renueva buena parte de la directiva del partido. Algunos de los históricos miembros fundadores del PANCAL, descontentos con el nuevo liderazgo, abandonarán el partido definitivamente. En junio de 1981 el PANCAL constituyó una federación de partidos socialdemócratas con formaciones de Andalucía y de otras regiones. En esa época el PANCAL tuvo una vinculación especial con el insigne historiador Claudio Sánchez Albornoz, que permanecía en el exilio en Argentina. Debido a la gran influencia que por entonces ejerció Sánchez-Albornoz sobre el PANCAL, este pasó a integrar en su territorialidad también a Castilla la Nueva. En octubre de 1981, Sánchez Albornoz acepta la presidencia de honor del PANCAL.
En diciembre de 1981 el partido sustituye la denominación "nacionalista" por la de "regionalista", si bien conserva las siglas PANCAL. Esto se debió a que así fue requerido por AP para que el PANCAL formara parte de su Federación de Partidos, y de hecho fue un paso previo y provisional para quedar incorporado en febrero de 1982 a la Federación de Partidos de Alianza Popular (AP), una operación cuyo objetivo eran las elecciones generales de ese año. A pesar de que el partido se había integrado en la federación de AP, ciertas discrepancias determinaron que el PANCAL presentara en solitario al candidato al Senado por la provincia de Segovia, Amador Álvarez Mateo. En 1983, en las primeras elecciones autonómicas en Castilla y León, el PANCAL no presentó listas electorales en ninguna de las provincias. Fruto del acuerdo con Alianza Popular, el presidente del PANCAL figuró en el número tres de la candidatura de AP por Soria, resultando Francisco José Alonso elegido procurador en las Cortes de Castilla y León. En esos comicios autonómicos la única candidatura nacionalista fue la del nuevo partido Unidad Comunera Castellana (UNCC), que concurrió por la provincia de Palencia. A los pocos meses de las elecciones autonómicas, el PANCAL abandona la federación con Alianza Popular y el procurador Francisco José Alonso se pasa al grupo parlamentario mixto, representando al PANCAL hasta el final de la legislatura, que retoma la denominación de "nacionalista".

## Elecciones de 1987 y 1991
En las  elecciones autonómicas de 1987, el PANCAL presenta candidaturas en las provincias de Burgos, Palencia, Segovia, Soria, Valladolid y Zamora. El número uno por Valladolid será su secretario general Francisco José Alonso. En Palencia encabeza la candidatura José Antonio Mata Martín, que procedía de la Unidad Comunera Castellana (UNCC), partido del que fue uno de sus fundadores. En estas elecciones ningún candidato del PANCAL resultó elegido. Durante esa legislatura, en la que resultó elegido José María Aznar como presidente de Castilla y León, el PANCAL, como partido extraparlamentario, tomó la iniciativa en la recusación ante los tribunales respecto al polémico empadronamiento de Aznar en la sede de Alianza Popular de Ávila para de esta forma poder presentarse a las elecciones y optar así a la presidencia de esta comunidad autónoma.
Por esas fechas, 1987, algunos significativos militantes de Valladolid abandonan el PANCAL para crear ya en 1988, junto con personas de Madrid y Cuenca, un nuevo partido: Unidad Nacional Castellana (UNC). Entre ellos están el conquense Clemente de los Santos Benito y el vallisoletano Amador Álvarez Mateo. Unidad Nacional Castellana participará meses después en la fundación de Tierra Comunera (TC). Como consecuencia, varios históricos militantes provenientes del sector más castellanista y nacionalista del PANCAL abandonan el partido para integrarse en Tierra Comunera; entre ellos el segoviano Carmelo Merino, que fue uno de los miembros fundadores del PANCAL en la década de los 70, que también lo fue de Alianza Regional de Castilla y León, y que ingresó en 1989 en Tierra Comunera.
En 1989 se celebran elecciones al Parlamento Europeo. El PANCAL se integra en la denominada Coalición Nacionalista, junto al Partido Nacionalista Vasco (PNV), las Agrupaciones Independientes de Canarias y Coalición Galega. Francisco José Alonso, secretario general del PANCAL, ocupará el cuarto puesto en la lista europea de esta coalición.
En los años siguientes la presencia del PANCAL en las elecciones se hace más testimonial. En los comicios autonómicos de 1991 solo presentó candidatura a las elecciones generales en la provincia de Soria, encabezada por César Moreno, mientras que en las elecciones locales solo consiguió un concejal en la localidad zamorana de Alcañices. El partido se encuentra en horas bajas y con muy pocos militantes.

## Declive
En 1992 el PANCAL, muy debilitado de militancia, participa en el inicio del proceso de creación de una plataforma regionalista junto a otros partidos como Democracia Regionalista de Castilla y León, Unidad Palentina, Acción Popular Burgalesa, el último grupúsculo de Unidad Comunera Castellana y algunos renovadores del CDS de Salamanca y Palencia. El resultado final fue la creación del partido regionalista Unidad Regionalista de Castilla y León (URCL). En esta nueva agrupación se integraron varios significativos militantes del sector más regionalista castellanoleonés del PANCAL, como por ejemplo el vallisoletano Marcelino Gonzalo Piedrahíta, que en las elecciones generales de 1986 fue candidato al Congreso por el PANCAL y que posteriormente ingresó en URCL; sin embargo los partidos "nacionalistas" (PANCAL y Unidad Comunera Castellana) no se integraron finalmente en esta nueva formación política.
El PANCAL se encontraba ya por estas fechas muy bajo de militancia al haberse integrado la mayor parte de sus miembros en Tierra Comunera o en URCL. A partir de las elecciones al Parlamento Europeo de 1989, la actividad política del PANCAL disminuyó aún más y cuando concurrió electoralmente resultó un fracaso. En las elecciones autonómicas de 1995 no presentaron ninguna candidatura. En las elecciones generales de 1996 solo presentaron candidaturas al Senado por Madrid y Burgos. En Madrid el cabeza de lista fue Francisco José Alonso, mientras que en Burgos el único candidato al Senado del PANCAL fue David Díaz Cruz, que posteriormente sería destacado militante de la agrupación de Tierra Comunera en Miranda de Ebro (Burgos). En  las elecciones autonómicas de 1999 el PANCAL únicamente presentó una lista en la provincia de Segovia, en este caso encabezada por José Miguel López. En 2002 los restos del PANCAL, junto a otros pequeños sectores, forman un nuevo partido denominado Unión Centrista Liberal, presentándose a las elecciones autonómicas de 2003 con el nombre de Unión Centrista Liberal-PANCAL (UCL-PANCAL). Esta coalición presenta candidaturas en Madrid (encabezada por Francisco José Alonso), Zamora y Valladolid. También como UCL-PANCAL se presentó a las elecciones generales de 2004, consiguiendo en Castilla y León el 0,02% de los votos. En ese mismo año 2004 se celebraron elecciones al Parlamento Europeo y el PANCAL pretendió concurrir en Castilla y León bajo la denominación de "Unión Centrista Liberal-Tierra Comunera-Partido Nacionalista de Castilla-León (UCL-TC-PANCAL)" pero la Junta Electoral Central acordó que no podía utilizar dicha denominación al existir la candidatura de "Tierra Comunera-Partido Nacionalista Castellano (TC-PNC)" y evitar así posibles confusiones. En las elecciones autonómicas de 2007 ninguna lista se presentó bajo la denominación de Partido Nacionalista de Castilla y León (PANCAL), y a las elecciones al Parlamento Europeo de 2009 se presentan solo ya con el nombre UCL, contando con apenas votos.
Tras varios fracasos electorales de cara a Elecciones al Parlamento Europeo de 2009 (España) y futuros procesos electorales, el partido se disolvió y sus militantes pasaron a formar parte de: Ciudadanos-Partido de la Ciudadanía, otros pasaron a integrar el proyecto de Democracia Regionalista de Castilla y León anteriormente llamada Unidad Regionalista de Castilla y León, otros pasaron a integrar el proyecto de Partido Castellano anteriormente llamado Tierra Comunera y otros pasaron a integrar el proyecto de Unión Centrista Liberal.